# Ruta de los Pueblos Blancos

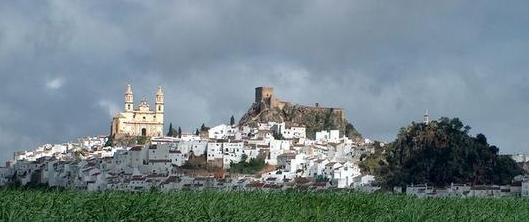
Olvera

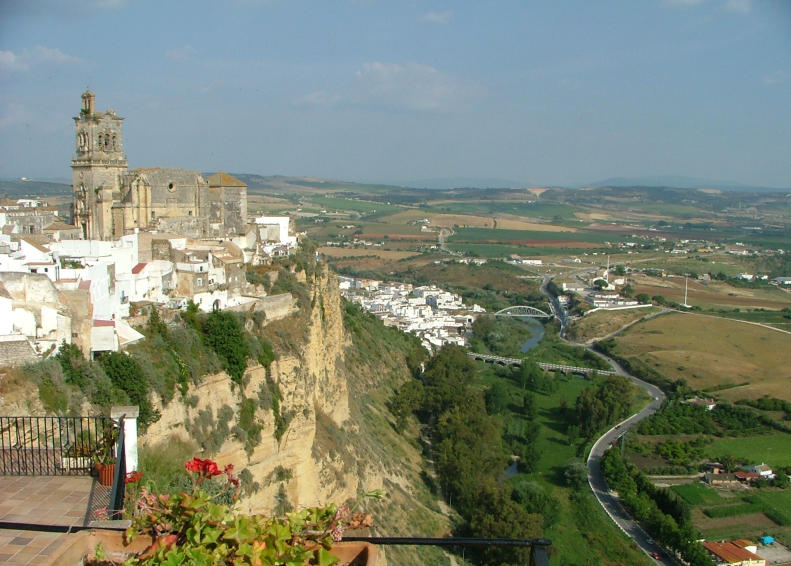
Arcos de la Frontera

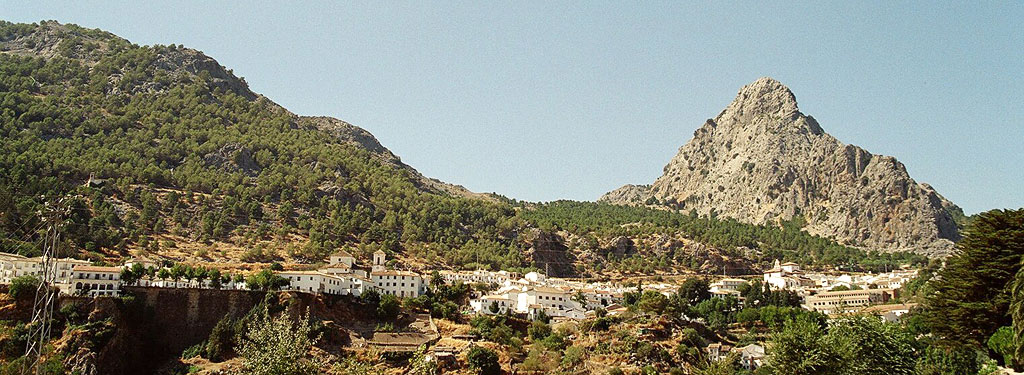
Grazalema

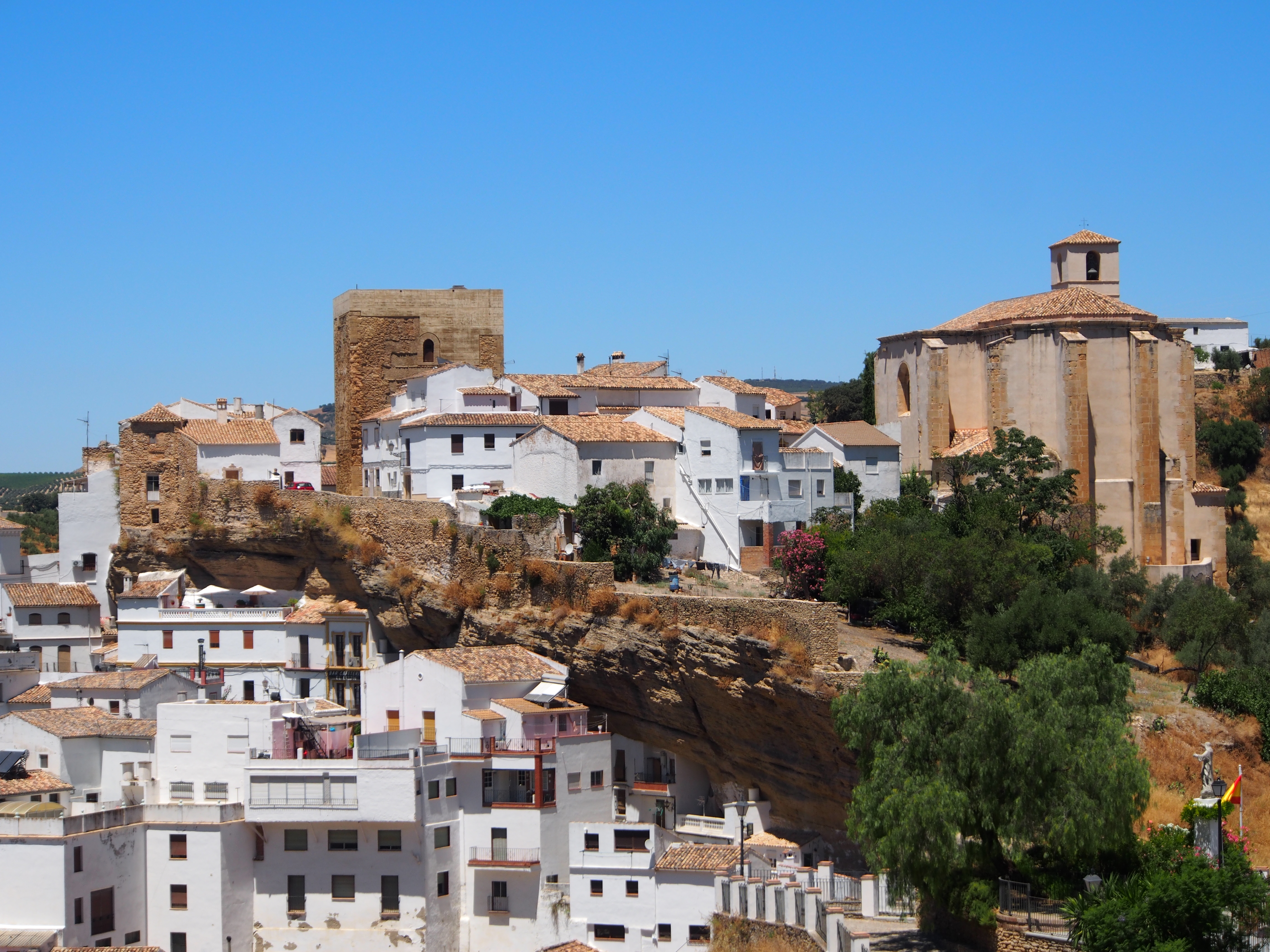
Setenil de las Bodegas

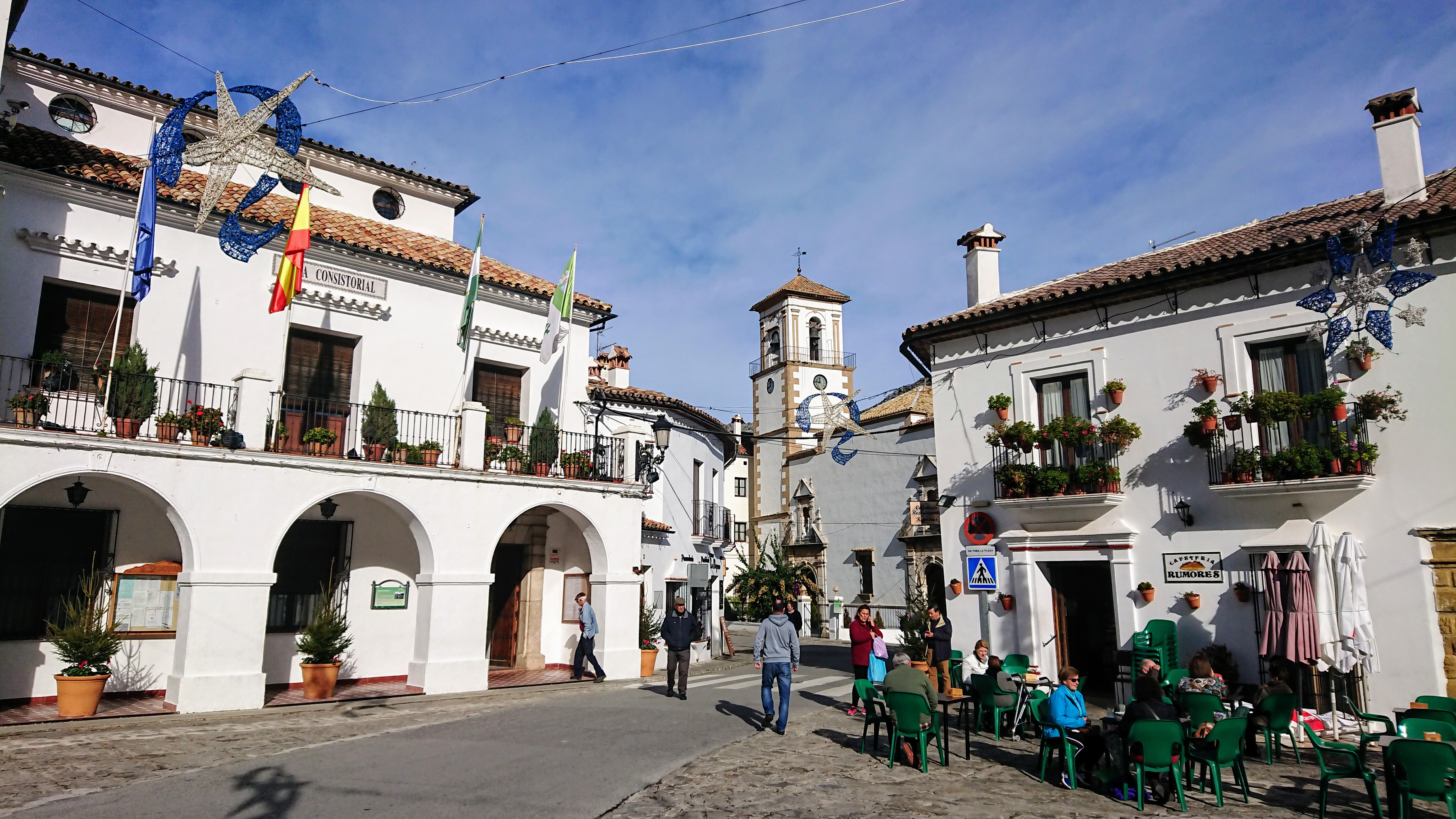
Platz in Grazalema

Die Ruta de los Pueblos Blancos („Straße der weißen Dörfer“) ist eine reizvolle Landstraßenroute in Andalusien im Süden Spaniens. Sie führt in einer teils gebirgigen Naturlandschaft nord- und südwestlich von Ronda durch eine Reihe von Kleinstädten und Dörfern, die, meist auf phönizische und römische Siedlungen zurückgehend, vom 8. bis ins 15. Jahrhundert hinein von den Mauren ausgebaut wurden (siehe auch: Al-Andalus).
Typisch für die „Weißen Dörfer“ sind die weiß gekalkten Häuser und die schmalen, verwinkelten Gassen, wie sie in ähnlicher Form auch in Nordafrika (z. B. in Tanger) zu finden sind. In den meisten Ortschaften sind auch Kirchen (oft an Stelle früherer Moscheen errichtet) und Herrschaftshäuser aus den Jahrhunderten nach der Reconquista zu finden, deren naturstein-sichtige spätgotische sowie Renaissance- und Barock-Architektur einen interessanten Kontrast zu den verputzten und nach außen schmucklos-kubischen, im maurischen Stil erbauten Häusern bildet.
Viele Besucher beginnen die Route in Arcos de la Frontera, das gemeinhin als Ausgangspunkt der Ruta de los Pueblos Blancos gilt; aber auch die Stadt Ronda ist geeignet. Die folgende Liste ist eine Auswahl an Ortschaften, die an der Ruta de los Pueblos Blancos liegen:
- Alcalá del Valle
- Algar
- Algodonales
- Arcos de la Frontera
- Benamahoma
- Benaocaz
- Bornos
- El Bosque
- El Gastor
- Espera
- Grazalema
- Olvera
- Prado del Rey
- Puerto Serrano
- Setenil de las Bodegas
- Torre Alháquime
- Ubrique
- Villaluenga del Rosario
- Villamartín
- Zahara de la Sierra